# People Against Gangsterism and Drugs
People Against Gangsterism and Drugs (PAGAD) è un'associazione di giustizieri di ispirazione islamica di Città del Capo, in Sudafrica.

## Origini
La PAGAD deriva dall'organizzazione islamica Qibla. Inizialmente, la comunità capetoniana e le forze dell'ordine accettarono la presenza della PAGAD come strumento per controllare la violenza delle gang che imperversavano nelle township nere delle Cape Flats. Nel 1996, il leader di una gang suburbana, Rashaad Staggie, fu pestato a morte e bruciato. In quell'occasione, la polizia di Città del Capo riconsiderò la propria posizione nei confronti della PAGAD, e il governo sudafricano la dichiarò "organizzazione terroristica".  Nonostante la leadership della PAGAD negasse il proprio coinvolgimento, la G-Force, un gruppo organizzato in cellule indipendenti ma facente capo all'organizzazione, fu in seguito accusato dell'omicidio di numerosi altri capi di gang criminali della città e di atti terroristici, inclusi attentati dinamitardi. Dal 1998 al 2000, questi attentati presero di mira non solo capi di gang, ma anche autorità sudafricane, musulmani moderati, sinagoghe, omosessuali, night club, attrazioni turistiche e ristoranti gestiti da occidentali. L'episodio più eclatante ebbe luogo il 25 agosto 1998, con un attentato a Planet Hollywood. Nel settembre del 2000, il magistrato Pieter Theron, che si occupava di un caso che coinvolgeva diversi membri della PAGAD, fu assassinato a colpi d'arma da fuoco nella propria automobile.

## La PAGAD oggi
Gli atti di violenza della PAGAD sono cessati nel 2002; l'ultimo episodio attribuito a questa organizzazione fu un attentato con esplosivi agli uffici di Bishop Lavis, dell'Unità Crimini Gravi (Serious Crime Unit) della provincia del Capo Occidentale. Sempre nel 2002, il leade della PAGAD, Abdus Salaam Ebrahim, fu arrestato e condannato a 7 anni di reclusione. Sebbene numerosi altri esponenti dell'organizzazione siano stati incarcerati, non sono state identificate le responsabilità degli attentati avvenuti fra il 1998 e il 2000.
Oggi la presenza della PAGAD è meno tangibile, sebbene l'organizzazione non sia stata sciolta e conti ancora numerosi membri, soprattutto all'interno della comunità islamica del quartiere di Bo-Kaap.